# Јелисавета Марковић
Јелисавета Марковић или Слепа Јеца (умрла у Земуну 1828) била је једна од слепих жена певачица и спада у ред Вукових певача.
Била је ученица Слепе Живане која је и друге слепе жене подучавала певачком занату. Вук је није директно помињао у свом каталогу певача, већ је позната углавном из његове преписке, али и напомене уз песму „Љуба Богатог Гавана”. Од ње је Вук чуо и записао, по Деретићевом мишљењу, једну од најлепших епских песама „Смрт војводе Пријезде”.
Јелисаветине песме биле су сажетије у односу на друге варијанте истих песама које су познате из Вукове заоставштине или од других сакупљача. Изгледа да је Слепа Јеца тежила да постојеће песме преобликује додавањем или одузимњем читавих епизода и померањем различитих делова. Сам Вук је приметио како је код Слепе Јеце стих био као код женских песама, а садржај и дужина песама слична јуначким песмама.